# Mezamor (Stadt)
Mezamor (armenisch Մեծամոր) ist eine Stadt in der Provinz Armawir in Armenien, 23 km südwestlich der armenischen Hauptstadt Jerewan. Sie wurde 1969 gegründet, um die Mitarbeiter des Kernkraftwerks Oktemberjan (heute Kernkraftwerk Mezamor) unterzubringen. Stadtrecht erhielt Mezamor im Jahr 1992. Der Name der Stadt leitet sich vom nahe gelegenen Fluss Mezamor ab. Im Jahr 2009 hatte Mezamor 10.287 Einwohner.
Die Stadt wurde hauptsächlich vom armenischen Architekten Martin Mikayelyan geplant. Erst 2001 wurde die Sankt Lazarus-Kirche errichtet.
In der Nähe der Stadt befindet sich auf dem Gebiet des Dorfes Taronik die historische Stätte Mezamor.

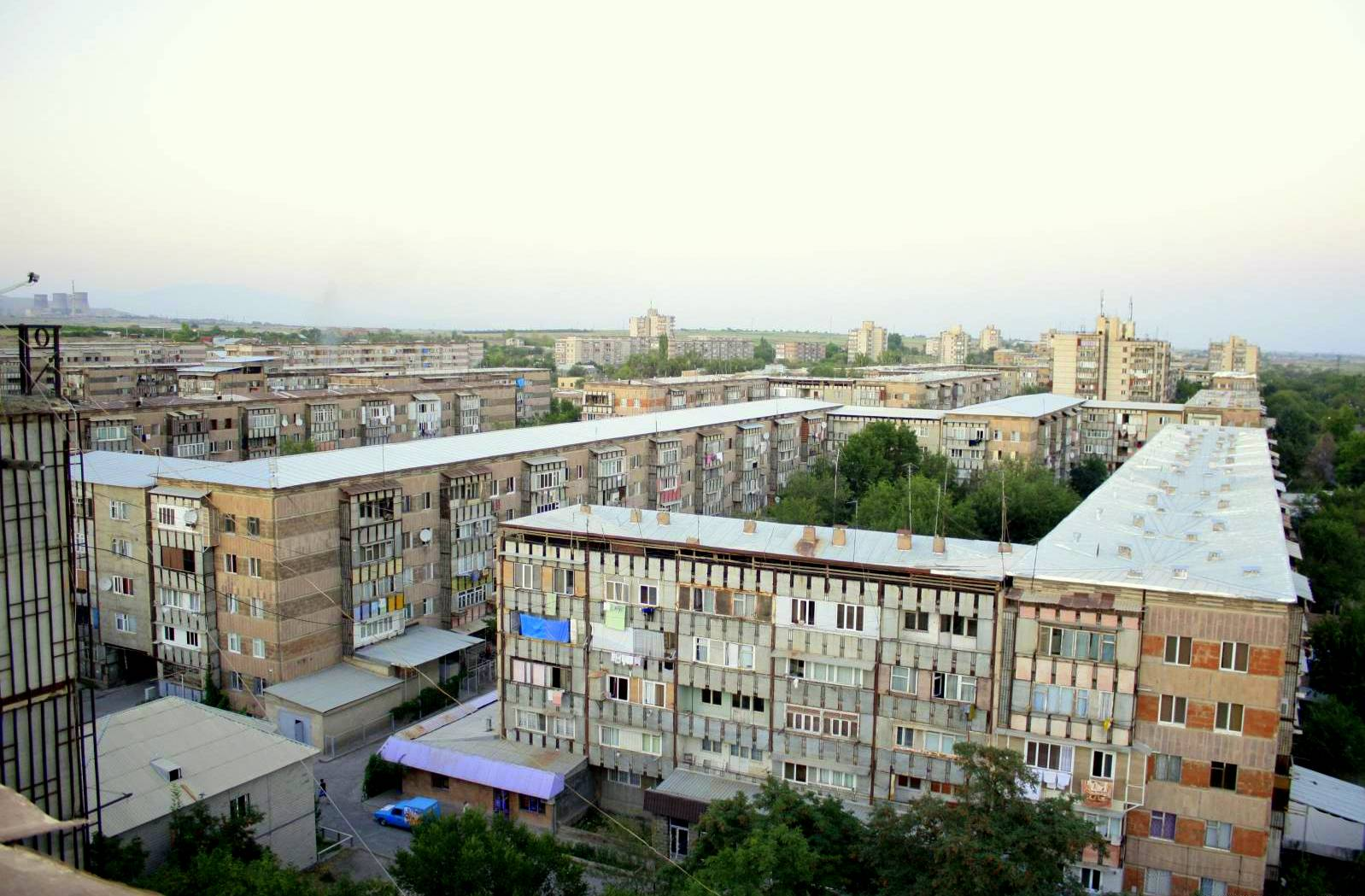
Um 1970 gebaute Wohnblocks
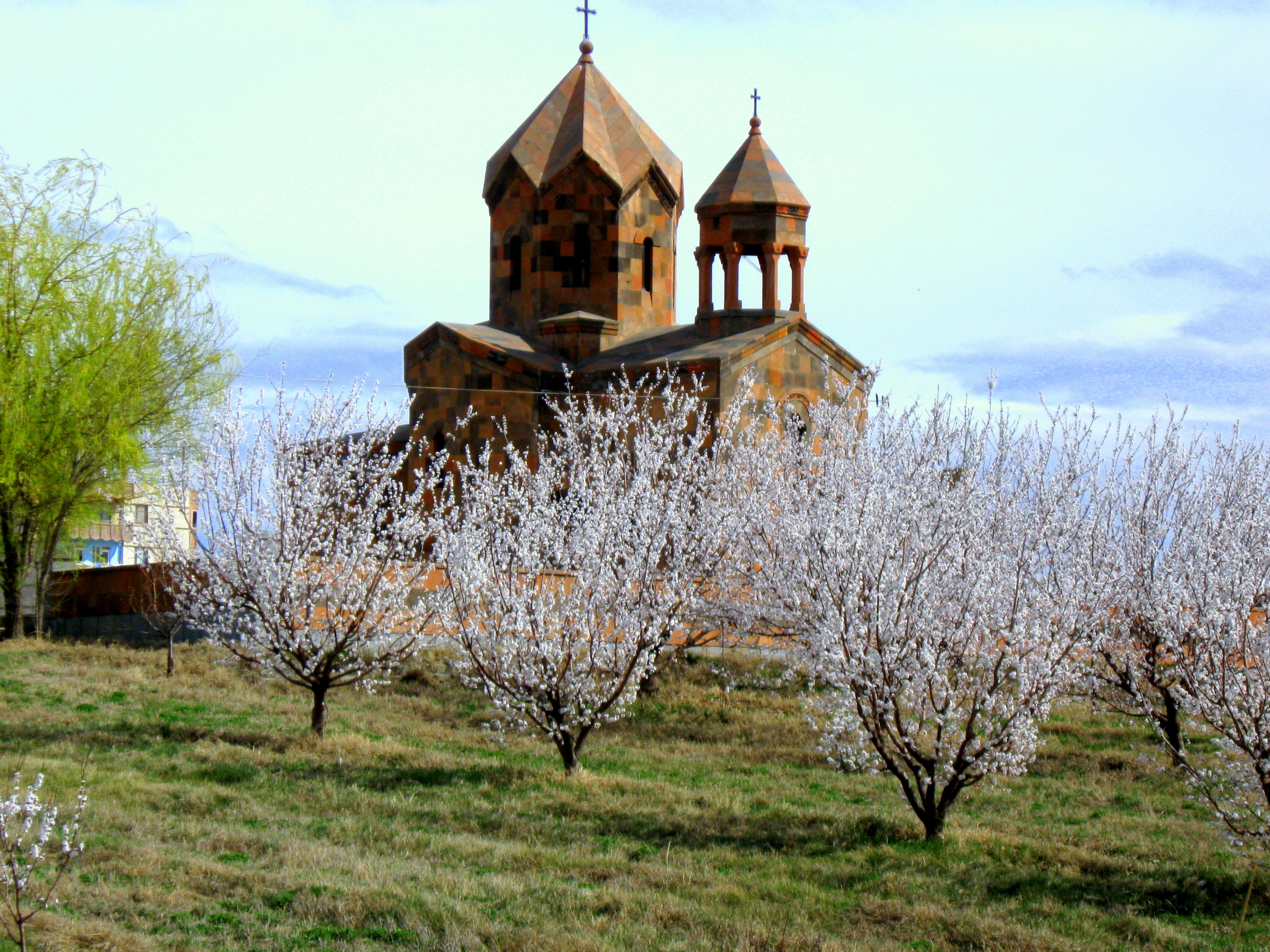
St.-Lazarus-Kirche
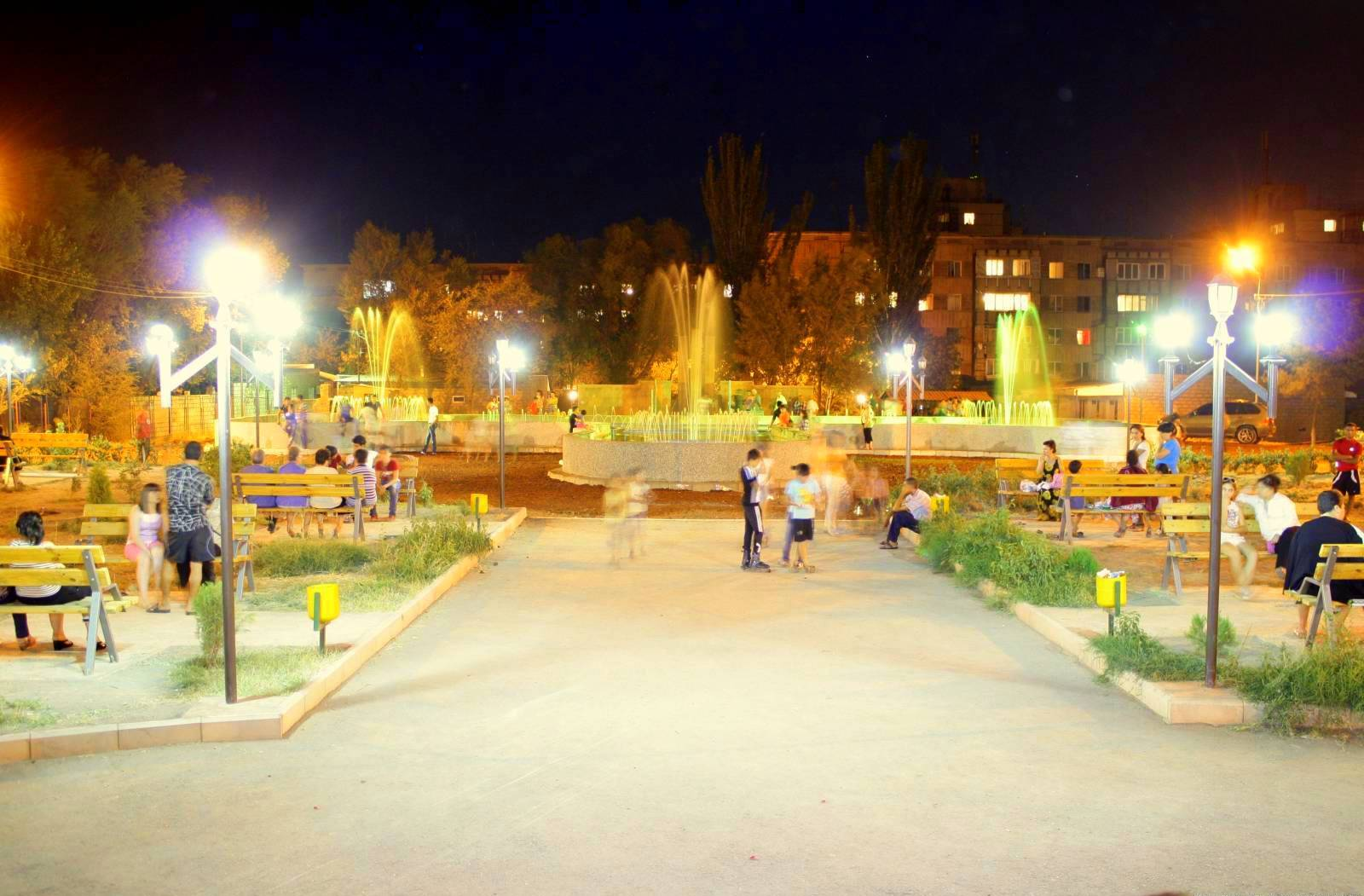
Park von Mezamor bei Nacht